# Tour du Colorado 2014
La 4e édition du Tour du Colorado (ou USA Pro Cycling Challenge) a lieu du 18 au 24 août 2014. Cette épreuve cycliste fait partie de l'UCI America Tour 2014.

## Présentation

### Parcours
L'épreuve emprunte les plus grandes villes du Colorado. Elle compte 7 étapes dont un contre-la-montre lors de la 6e étape.

### Équipes
16 équipes participent à ce Tour du Colorado : 5 ProTeams, 4 équipes continentales professionnelles et 7 équipes continentales :
| ProTeams - BMC Racing - Cannondale - Garmin-Sharp - Tinkoff-Saxo - Trek Factory Racing | UCI continentales professionnelles - Drapac - NetApp-Endura - Novo Nordisk - UnitedHealthcare | UCI continentales - Bissell Development - Jamis-Hagens Berman - Jelly Belly-Maxxis - Hincapie Sportswear Development - Optum-Kelly Benefit Strategies - Rapha Condor JLT - SmartStop |

### Déroulement de la course
L'Américain Kiel Reijnen (UnitedHealthcare) remporte la 1re étape, et prend ainsi la tête de l'épreuve. Après 2 heures 26 minutes et 35 secondes de course pour parcourir 3 fois une boucle comprenant notamment une côte de 700 mètres, Reijnen s'impose au sprint devant son compatriote Alex Howes (Garmin-Sharp). Les deux hommes se détachent d'un groupe composé du Belge Ben Hermans (BMC), des Américains Carter Jones (Optum-Kelly Benefit Strategies) et Matthew Busche

## Étapes
| Étape     | Date    | Villes étapes                       | Type              | Distance (km) | Vainqueur d’étape  | Leader du classement général |
| --------- | ------- | ----------------------------------- | ----------------- | ------------- | ------------------ | ---------------------------- |
| 1re étape | 18 août | Aspen - Aspen                       | Étape accidentée  | 98            | Kiel Reijnen       | Kiel Reijnen                 |
| 2e étape  | 19 août | Aspen - Mount Crested Butte         | Étape de montagne | 169           | Robin Carpenter    | Alex Howes                   |
| 3e étape  | 20 août | Gunnison - Monarch Mountain         | Étape de montagne | 155           | Tejay van Garderen | Tejay van Garderen           |
| 4e étape  | 21 août | Colorado Springs - Colorado Springs | Étape de plaine   | 113           | Elia Viviani       | Tejay van Garderen           |
| 5e étape  | 22 août | Woodland Park - Breckenridge        | Étape accidentée  | 168           | Laurent Didier     | Tejay van Garderen           |
| 6e étape  | 23 août | Vail - Vail                         | Contre-la-montre  | 16,1          | Tejay van Garderen | Tejay van Garderen           |
| 7e étape  | 24 août | Boulder - Denver                    | Étape accidentée  | 126           | Alex Howes         | Tejay van Garderen           |

## Classements finals

### Classement général
|    | Cycliste           | Équipe                          |    | Temps            |
| -- | ------------------ | ------------------------------- | -- | ---------------- |
| 1  | Tejay van Garderen | BMC Racing                      | en | 20 h 05 min 42 s |
| 2  | Tom Danielson      | Garmin-Sharp                    | +  | 1 min 32 s       |
| 3  | Serghei Țvetcov    | Jelly Belly-Maxxis              |    | 1 min 45 s       |
| 4  | Rafał Majka        | Tinkoff-Saxo                    |    | 1 min 49 s       |
| 5  | Matthew Busche     | Trek Factory Racing             |    | 3 min 11 s       |
| 6  | Joey Rosskopf      | Hincapie Sportswear Development |    | 3 min 31 s       |
| 7  | Bartosz Huzarski   | NetApp-Endura                   |    | 3 min 35 s       |
| 8  | Carter Jones       | Optum-Kelly Benefit Strategies  |    | 3 min 43 s       |
| 9  | Ben Hermans        | BMC Racing                      |    | 3 min 44 s       |
| 10 | Bruno Pires        | Tinkoff-Saxo                    |    | 5 min 35 s       |

### Classements annexes
|   | Cycliste           | Équipe              | Points |
| - | ------------------ | ------------------- | ------ |
| 1 | Ben Jacques-Maynes | Jamis-Hagens Berman | 35     |
| 2 | Tejay van Garderen | BMC Racing          | 27     |
| 3 | Jens Voigt         | Trek Factory Racing | 26     |
| 4 | Thomas Danielson   | Garmin-Sharp        | 20     |
| 5 | Janier Acevedo     | Garmin-Sharp        | 20     |

|   | Cycliste          | Équipe             | Points |
| - | ----------------- | ------------------ | ------ |
| 1 | Kiel Reijnen      | UnitedHealthcare   | 39     |
| 2 | Alex Howes        | Garmin-Sharp       | 31     |
| 3 | Daniel Summerhill | UnitedHealthcare   | 23     |
| 4 | Serghei Țvetcov   | Jelly Belly-Maxxis | 21     |
| 5 | Janier Acevedo    | Garmin-Sharp       | 19     |

|   | Cycliste          | Équipe              |    | Temps            |
| - | ----------------- | ------------------- | -- | ---------------- |
| 1 | Clément Chevrier  | Bissell Development | en | 20 h 12 min 13 s |
| 2 | Ruben Zepuntke    | Bissell Development | +  | 3 min 30 s       |
| 3 | Tanner Putt       | Bissell Development |    | 25 min 58 s      |
| 4 | Gregor Mühlberger | NetApp-Endura       |    | 32 min 04 s      |
| 5 | Hugh Carthy       | Rapha Condor JLT    |    | 35 min 57 s      |

|   | Équipe              | Pays       |    | Temps            |
| - | ------------------- | ---------- | -- | ---------------- |
| 1 | BMC Racing          | États-Unis | en | 60 h 26 min 51 s |
| 2 | Garmin-Sharp        | États-Unis | +  | 1 min 04 s       |
| 3 | Tinkoff-Saxo        | Russie     |    | 2 min 47 s       |
| 4 | Trek Factory Racing | États-Unis |    | 3 min 54 s       |
| 5 | Bissell Development | États-Unis |    | 25 min 03 s      |